# 524287 (số)
524287 (năm trăm hai mươi tư nghìn hai trăm tám mươi bảy) là một số tự nhiên ngay sau 524286 và ngay trước 524288.

## Trong toán học
- 524287 là số nguyên tố Mersenne.